# Panesthiinae
Panesthiinae es una subfamilia de insectos blatodeos de la familia Blaberidae. Esta subfamilia comprende 140 especies divididas en siete géneros.

## Géneros
Los siete géneros de la subfamilia Panchlorinae son los siguientes:
- Ancaudellia
- Annamoblatta
- Caeparia
- Microdina
- Miopanesthia
- Panesthia
- Salganea

La gran mayoría de las especies están incluidas en los géneros Salganea, compuesto por 47 especies y Panesthia, que consta de 57.